# Bisbat de Muyinga
El bisbat de Muyinga (francès: Diocèse de Muyinga); llatí: Dioecesis Muyingana) és una seu de l'Església catòlica a Burundi, sufragània de l'arquebisbat de Gitega.
Al 2019 tenia 765.000 batejats d'un total de 1.440.900 habitants. Actualment està regida pel bisbe Joachim Ntahondereye.

## Territori
La diòcesi comprèn les províncies de Muyinga i Kirundo a Burundi.
La seu episcopal és la ciutat de Muyinga, on es troba la catedral de Nostra Senyora de Lorda
El territori s'estén sobre 4.767 km² i està dividit en 21 parròquies

## Història
La diòcesi va ser erigida el 5 de setembre de 1968 amb la butlla Divinum mandatum del papa Pau VI, prenent el territori de la diòcesi de Ngozi.

## Cronologia episcopal
- Nestor Bihonda † (5 de setembre de 1968 - 25 de març de 1977 renuncià)
  - Sede vacante (1977-1980)
- Roger Mpungu † (6 de març de 1980 - 1 de juliol de 1994 renuncià)
- Jean-Berchmans Nterere † (1 de juliol de 1994 - 5 de maig de 2001 mort)
- Joachim Ntahondereye, des del 14 de desembre de 2002

## Estadístiques
A finals del 2019, la diòcesi tenia 765.000 batejats sobre una població de 1.440.900 persones, equivalent al 53,1% del total.
| any  | població | població  | població | sacerdots | sacerdots       | sacerdots       | sacerdots             | diàques | religiosos | religiosos | parroquies |
| ---- | -------- | --------- | -------- | --------- | --------------- | --------------- | --------------------- | ------- | ---------- | ---------- | ---------- |
| any  | batejats | total     | %        | total     | clergat secular | clergat regular | batejats por sacerdot | diàques | homes      | dones      |            |
| 1969 | 258.418  | 481.000   | 53,7     | 56        | 28              | 28              | 4.614                 |         | 37         | 37         | 13         |
| 1980 | 228.118  | 473.900   | 48,1     | 37        | 17              | 20              | 6.165                 |         | 28         | 50         | 10         |
| 1990 | 373.925  | 760.470   | 49,2     | 38        | 21              | 17              | 9.840                 |         | 29         | 74         | 12         |
| 1999 | 478.371  | 871.443   | 54,9     | 34        | 26              | 8               | 14.069                |         | 11         | 98         | 13         |
| 2000 | 516.078  | 949.196   | 54,4     | 37        | 29              | 8               | 13.948                |         | 12         | 95         | 14         |
| 2001 | 525.027  | 959.920   | 54,7     | 39        | 30              | 9               | 13.462                |         | 13         | 113        | 14         |
| 2002 | 518.325  | 924.657   | 56,1     | 42        | 31              | 11              | 12.341                |         | 15         | 95         | 14         |
| 2003 | 545.491  | 963.006   | 56,6     | 37        | 27              | 10              | 14.743                |         | 14         | 106        | 14         |
| 2004 | 565.441  | 996.029   | 56,8     | 40        | 29              | 11              | 14.136                |         | 15         | 136        | 14         |
| 2013 | 763.035  | 1.537.344 | 49,6     | 57        | 52              | 5               | 13.386                |         | 8          | 323        | 16         |
| 2016 | 823.323  | 1.409.906 | 58,4     | 66        | 62              | 4               | 12.474                |         | 11         | 152        | 20         |
| 2019 | 765.000  | 1.440.900 | 53,1     | 75        | 69              | 6               | 10.200                |         | 13         | 160        | 21         |